# Jump (Van Halen-dal)
A Jump a Van Halen együttes dala az 1984 albumukról. Ez az egyetlen daluk, amely első lett a Billboard Hot 100 kislemez listán. Különbözik a szokványos Van Halen daloktól, köszönhetően a szintetizátor vezérmotívumának, amelyet Eddie Van Halen játszott el egy Oberheim OB-X-szel. A gitárszólót Eddie saját kedvenceként tartják számon.
A dalhoz készült videóklipet David Lee Roth rendezte.
A Jump az együttes legsikeresebb dala, egyesíti magában a 80-as évek zenéjének két stílusát: a szintetizátor vezérelt popzenét, és a stadion rockot. A szintetizátoros felvezető és szóló a poptörténelem legismertebbjei közé tartoznak. A jövőben az együttes túlnyomórészt ehhez hasonló, rádióbarát slágereket írt.

## Külső hivatkozások
- Dalszöveg
- Videóklip